# Bernard Michelena
Bernard Michelena (né le 22 juin 1942 à Neuilly-en-Thelle dans l'Oise) est un joueur de football français, qui évoluait au poste de gardien de but.

## Biographie
Il joue 24 matchs en Division 1 avec les Girondins de Bordeaux.

## Palmarès
Girondins de Bordeaux
| - Championnat de France : - Vice-champion : 1965-66. |